# Thomas Litscher
Thomas Litscher (ur. 14 maja 1989) – szwajcarski kolarz górski, wielokrotny medalista mistrzostw świata i mistrzostw Europy

## Kariera
Pierwszy sukces w karierze Thomas Litscher osiągnął w 2007 roku, kiedy zdobył złoty medal w cross-country juniorów podczas mistrzostw świata w Fort William. Na tej samej imprezie wspólnie z Florianem Vogelem, Petrą Henzi i Nino Schurterem zdobył także złoty medal w sztafecie. Równolegle zwyciężał także w tych konkurencjach na mistrzostwach Europy w Kapadocji. Na rozgrywanych dwa lata później mistrzostwach świata w Canberze był trzeci w kategorii U-23, a na ME w Zoetermeer zdobył srebrne medale w sztafecie i U-23. Razem z Rogerem Walderem, Katrin Leumann i Ralphem Näfem zwyciężał w sztafecie na MŚ w Mont-Sainte-Anne oraz ME w Hajfie w 2010 roku, na pierwszej imprezie ponadto zajmując drugie miejsce w kategorii U-23. Kolejne cztery medale zdobył w 2011 roku: złoty w kategorii U-23 i srebrny w sztafecie na mistrzostwach świata w Champéry oraz srebrny w sztafecie u brązowy w U-23 na mistrzostwach Europy w Dohňanach. Nie startował na igrzyskach olimpijskich.